# Yellowstone (serial telewizyjny)
Yellowstone  – amerykański serial telewizyjny (dramat, western) wyprodukowany przez Linson Entertainment, którego twórcą jest Taylor Sheridan. Serial jest emitowany od 20 czerwca 2018 roku przez Paramount Network. Natomiast w Polsce serial jest emitowany od 7 kwietnia 2019 roku przez Paramount Channel.

## Fabuła
Serial opowiada historię Johna Duttona, właściciela największego rancza w Montanie. Jego posiadłość chcą kupić firmy deweloperskie, indiański rezerwat oraz przedstawiciele parku narodowego Yellowstone.

## Obsada

### Główna
- Kevin Costner jako John Dutton[3]
- Wes Bentley jako Jamie Dutton[4]
- Kelly Reilly jako Beth Dutton[4]
- Luke Grimes jako  Kayce Dutton
- Cole Hauser jako Rip Wheeler[4]
- Kelsey Asbille jako Monica Dutton[5]
- Dave Annable jako Lee Dutton[6]
- Gil Birmingham jako Thomas Rainwater[6]
- Jefferson White jako  Jimmy Hurdstrom[7]

### Role drugoplanowe
- Wendy Moniz jako Gubernator Lynelle Perry[6]
- Gretchen Mol jako Evelyn Dutton[7]
- Jill Hennessy jako Senator Huntington[8]
- Patrick St. Esprit jako  Prokurator generalny Stewart[8]
- Ian Bohen jako Ryan[8]
- Denim Richards jako Colby[8]
- Michaela Conlin jako Sarah Nguyin[9]
- Heather Hemmens jako Melody[10]
- Golden Brooks jako Geraldine Rainwater

## Odcinki
| Sezon | Odcinki | Odcinki | Oryginalna emisja w Paramount Network | Oryginalna emisja w Paramount Network | Emisja w Polsce Paramount Channel | Emisja w Polsce Paramount Channel | Emisja w Polsce Paramount Channel |
| Sezon | Odcinki | Odcinki | Premiera sezonu                       | Finał sezonu                          | Premiera sezonu                   | Finał sezonu                      |                                   |
| ----- | ------- | ------- | ------------------------------------- | ------------------------------------- | --------------------------------- | --------------------------------- | --------------------------------- |
| 1     | 9       | 9       | 20 czerwca 2018                       | 22 sierpnia 2018                      | 7 kwietnia 2019                   | 2 czerwca 2019                    |                                   |
| 2     | 10      | 10      | 19 czerwca 2019                       | 28 sierpnia 2019                      | 7 stycznia 2020                   | 10 marca 2020                     |                                   |
| 3     | 10      | 10      | 21 czerwca 2020                       | 23 sierpnia 2020                      | 21 czerwca 2020                   | 23 sierpnia 2020                  |                                   |
| 4     | 10      | 10      | 7 listopada 2021                      | 2 stycznia 2022                       | 7 listopada 2021                  | 2 stycznia 2022                   |                                   |
| 5     | 14      | 8       | 13 listopada 2022                     | 1 stycznia 2023                       | 10 listopada 2023                 | 10 listopada 2023                 |                                   |
| 5     | 14      | 6       | 10 listopada 2024                     | BRAK DANYCH                           | 14 listopada 2024                 | BRAK DANYCH                       |                                   |

### Sezon 1 (2018)
| Nr | # | Tytuł                  | Reżyseria       | Scenariusz                   | Premiera w Paramount Network | Premiera w Paramount Channel |
| -- | - | ---------------------- | --------------- | ---------------------------- | ---------------------------- | ---------------------------- |
| 1  | 1 | Daybreak               | Taylor Sheridan | Taylor Sheridan, John Linson | 20 czerwca 2018              | 7 kwietnia 2019              |
| 2  | 2 | Kill the Messenger     | Taylor Sheridan | Taylor Sheridan              | 27 czerwca 2018              | 14 kwietnia 2019             |
| 3  | 3 | No Good Horses         | Taylor Sheridan | Taylor Sheridan              | 11 lipca 2018                | 21 kwietnia 2019             |
| 4  | 4 | The Long Black Train   | Taylor Sheridan | Taylor Sheridan              | 18 lipca 2018                | 28 kwietnia 2019             |
| 5  | 5 | Coming Home            | Taylor Sheridan | Taylor Sheridan              | 25 lipca 2018                | 5 maja 2019                  |
| 6  | 6 | The Remembering        | Taylor Sheridan | Taylor Sheridan              | 1 sierpnia 2018              | 12 maja 2019                 |
| 7  | 7 | A Monster Is Among Us  | Taylor Sheridan | Taylor Sheridan              | 8 sierpnia 2018              | 19 maja 2019                 |
| 8  | 8 | The Unravelling, Pt. 1 | Taylor Sheridan | Taylor Sheridan              | 15 sierpnia 2018             | 26 maja 2019                 |
| 9  | 9 | The Unravelling, Pt. 2 | Taylor Sheridan | Taylor Sheridan              | 22 sierpnia 2018             | 2 czerwca 2019               |

### Sezon 2 (2019)
| Nr | #  | Tytuł                   | Reżyseria      | Scenariusz                                  | Premiera w Paramount Network | Premiera w Paramount Channel |
| -- | -- | ----------------------- | -------------- | ------------------------------------------- | ---------------------------- | ---------------------------- |
| 10 | 1  | A Thundering            | Ed Bianchi     | Taylor Sheridan & John Coveny               | 19 czerwca 2019              | 7 stycznia 2020              |
| 11 | 2  | New Beginnings          | Ed Bianchi     | Taylor Sheridan                             | 26 czerwca 2019              | 14 stycznia 2020             |
| 12 | 3  | The Reek of Desperation | Stephen Kay    | Taylor Sheridan                             | 10 lipca 2019                | 21 stycznia 2020             |
| 13 | 4  | Only Devils Left        | Stephen Kay    | Brett Conrad, Taylor Sheridan               | 17 lipca 2019                | 28 stycznia 2020             |
| 14 | 5  | Touching Your Enemy     | John Dahl      | John Coveny, Ian McCulloch, Taylor Sheridan | 24 lipca 2019                | 4 lutego 2020                |
| 15 | 6  | Blood the Boy           | John Dahl      | Brett Conrad, Taylor Sheridan               | 31 lipca 2019                | 11 lutego 2020               |
| 16 | 7  | Resurrection Day        | Ben Richardson | John Coveny, Ian McCulloch, Taylor Sheridan | 7 sierpnia 2019              | 18 lutego 2020               |
| 17 | 8  | Behind Us Only          | Ben Richardson | Brett Conrad, Taylor Sheridan               | 14 sierpnia 2019             | 25 lutego 2020               |
| 18 | 9  | Enemies by Monday       | Guy Ferland    | Taylor Sheridan, Eric Beck                  | 21 sierpnia 2019             | 3 marca 2020                 |
| 19 | 10 | Sins of the Father      | Stephen Kay    | Taylor Sheridan, Eric Beck                  | 28 sierpnia 2019             | 10 marca 2020                |

## Produkcja
3 maja 2017 roku, stacja  Paramount Network zamówiła pierwszy sezon serialu, w którym główną rolę zagra Kevin Costner.
W kolejnym miesiącu do obsady dołączyli: Kelly Reilly, Cole Hauser oraz Wes Bentley.
W połowie lipca 2017 roku, poinformowano, że Kelsey Asbille wcieli się w rolę Monicy Dutton.
W następnym miesiącu, ogłoszono, że obsada powiększyła się o: Wendy Moniz, Gil Birminghama, Dave'a Annable, Gretchen Mol, Jeffersona White'a, Denim Richards, Jill Hennessy, Patricka St. Esprit, Iana Bohena.
Na początku listopada 2017 roku, poinformowano, że  Michaela Conlin zagra rolę powracającą jako Saraha Nguyin.
W kolejnym miesiącu ogłoszono, że Heather Hemmens dołączyła do obsady.
25 lipca 2018 roku, stacja Paramount Network ogłosiła przedłużenie serialu o drugi sezon.